# Índex de vegetació de diferència normalitzada

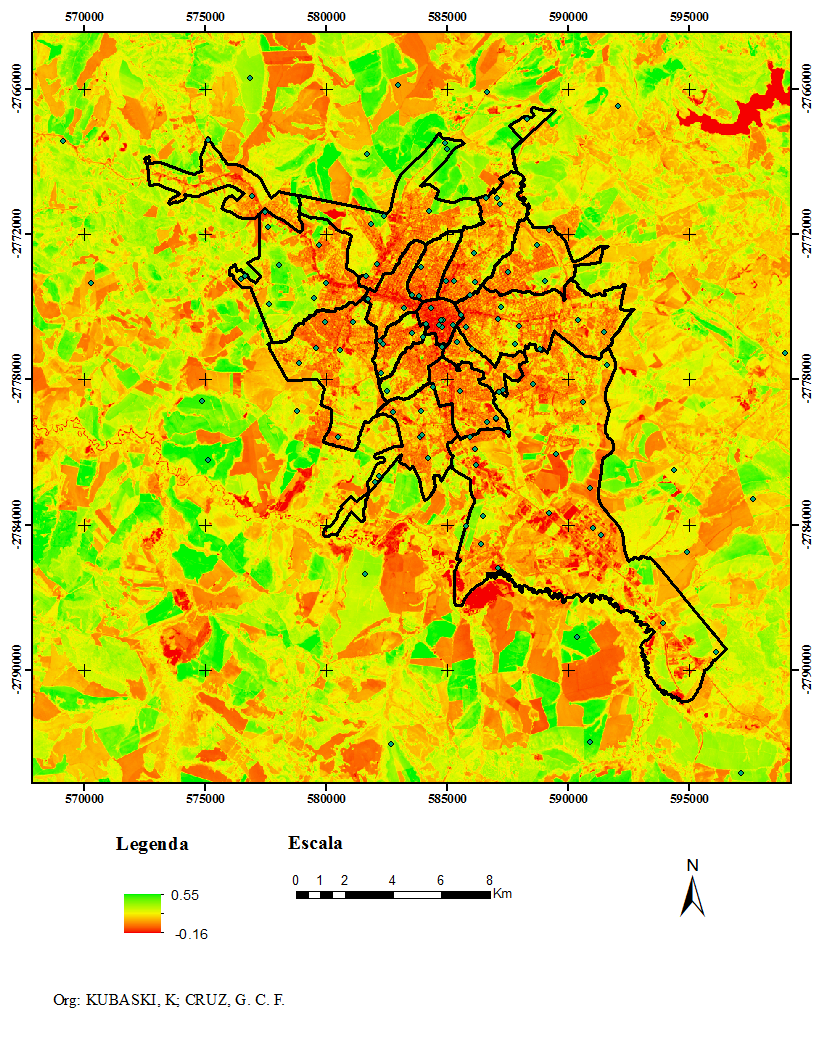
NDVI a través del Landsat 8 aplicada a l'àrea urbana de Ponta Grossa, sud de Brasil

L'Índex de vegetació de diferència normalitzada, també conegut com a NDVI (normalized difference vegetation index), és un índex usat per estimar la quantitat, qualitat i desenvolupament de la vegetació amb base al mesurament, per mitjà de sensors remots instal·lats comunament des d'una plataforma espacial, de la intensitat de la radiació de certes bandes de l'espectre electromagnètic que la vegetació emet o reflecteix.
Les plantes absorbeixen radiació solar a la regió espectral de radiació fotosintèticament activa, la qual és usada com a font d'energia en el procés de fotosíntesi. Les cèl·lules vegetals han evolucionat per dispersar la radiació solar a la regió espectral de l'infraroig proper, la qual porta aproximadament la meitat del total de l'energia solar, a causa que el nivell d'energia per fotó en aquest domini (de longitud d'ona major als 700 nm) no és suficient per sintetitzar les molècules orgàniques: una forta absorció en aquest punt només causaria un sobreescalfament dels teixits de la planta que els danyaria. Per tant, la vegetació apareix relativament fosca a la regió de radiació fotosintètica activa i relativament brillant en l'infraroig proper. En contrast, els núvols i la neu tendeixen a ser bastant brillants en el vermell així com en altres longituds d'ona visibles (mostrant-se de color blanc), i bastant fosca en l'infraroig proper (a causa que l'aigua absorbeix bé la radiació infraroja).
A causa que els primers instruments usats per a l'observació terrestre, tals com el Satèl·lit de Tecnologia de Recursos Terrestres (Earth-Resources Technology Satellite, ERTS) desenvolupat per l'Administració Nacional d'Aeronàutica i de l'Espai dels Estats Units (NASA) i el Radiòmetre Avançat de Molt Alta Resolució (Advanced Very High Resolution Radiometer, AVHRR) de l'Administració Nacional Oceànica i Atmosfèrica dels Estats Units (NOAA), adquirien dades en el vermell i infraroig proper, va ser natural fer ús de les marcades diferències en la reflexió vegetal per determinar la seva distribució espacial en les imatges per satèl·lit. Ara com ara existeixen ja sensors remots fins i tot de superfícies o utilitzats per drons i el programari que calcula el NDVI és ja d'ús comercial per la qual cosa no cal recórrer regularment a la fórmula segons la reflexió. L'índex de vegetació de diferència normalitzada, NDVI, es calcula a partir d'aquestes mesures individuals de la següent manera:
{\displaystyle NDVI={\frac {(IRP-R)}{(IRP+R)}}}
On les variables Roig i InfraRoigProper (IRP) estan definides per les mesures de reflexió espectral adquirides a les regions del vermell i infraroig proper, respectivament. Aquestes reflexions espectrals són en si quocients de la radiació reflectida sobre la radiació entrant en cada banda espectral individual; per tant, aquests prenen valors entre un rang de 0,0 a 1,0. El NDVI varia com a conseqüència entre -1,0 i +1,0. L'índex NDVI pot calcular-se sempre que es compti amb la informació vinculada a les dades de reflexió del IRP i el Roig. En termes d'anàlisi multiespectral aquesta informació ve reflectida a través d'imatges ràster en les quals, cada píxel, presenta un valor de reflexió de l'objecte captat pel sensor. D'aquesta forma, la imatge mostrarà, per exemple, elevats valors de reflexió de l'InfraRoig en aquelles zones on existeixi vegetació. El càlcul del NDVI pot realitzar-se partint de programari cartogràfic i multiespectral. Podrem realitzar el càlcul de l'índex NDVI a través de les funcions habituals d'àlgebra de mapes de ArcGIS, gvSIG o QGIS. Un altre programari específic vinculat amb l'anàlisi d'imatges satèl·lit al qual hom pot recórrer el trobem al BEAM Arxivat 2019-01-13 a Wayback Machine. o LEOWorks de l'Agència Espacial Europea (ESA).
La recerca duta a terme després va provar que el NDVI, està directament relacionat amb la capacitat fotosintètica i, per tant, amb l'absorció d'energia per la cobertura arbòria.
A més de l'Índex de Vegetació de Diferència Normalitzada (NDVI), existeixen altres índexs de vegetació que també funcionen com a estimadors de canvis de diferents tipus de cobertura vegetal. Entre ells es troben l'Índex d'Estrès Hídric (MSI), l'Índex de Vegetació Ajustat al Sòl (SAVI) o l'Índex de Vegetació Millorat (EVI).